# Claudio Herrera
Claudio Herrera Casanova (Montevideo, 11 febbraio 1988) è un ex calciatore uruguaiano, di ruolo difensore.

## Caratteristiche tecniche
È un terzino destro.

## Carriera
Figlio dell'ex calciatore José Oscar Herrera, è cresciuto nel settore giovanile del Cagliari dove ha militato fino al 2008, quando è passato al Messina per una stagione prima di fare ritorno in patria al River Plate (M).
Ha debuttato fra i professionisti il 19 febbraio 2011 disputando l'incontro di Primera División Profesional perso 2-0 contro il Central Español.